# Horseshoe Bend (Arizona)

Horseshoe Bend um die Mittagszeit vom Aussichtspunkt gesehen (2016)

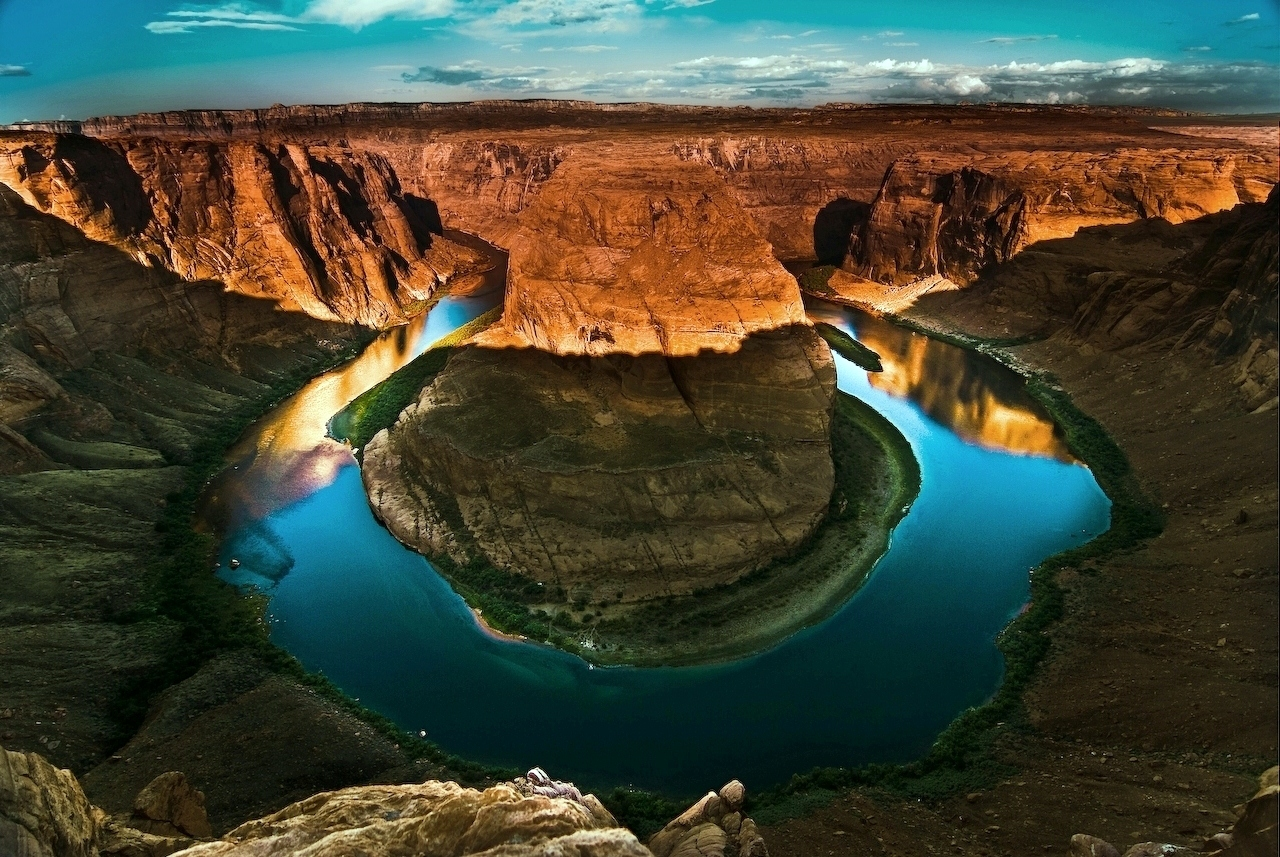
Horseshoe Bend bei Sonnenaufgang (2009)

Der Horseshoe Bend ist ein hufeisenförmiger Talmäander des Colorado River in der Nähe der Stadt Page im US-Bundesstaat Arizona. Er hat sich in den vergangenen Jahrzehnten zu einer Touristenattraktion mit täglich tausenden, teils internationalen Besuchern (insgesamt 1,5 Millionen im Jahr 2017) entwickelt.
Die Flussschleife ist Teil des Glen Canyon und liegt etwa 10 Kilometer stromabwärts vom Glen Canyon Dam, der Staumauer des Lake Powell, nahe dem südlichen Ende der Glen Canyon National Recreation Area. Die Geländehöhe des Plateaus, in das der Fluss sich dort ca. 300 Meter tief eingeschnitten hat, beträgt im Bereich des Horseshoe Bend rund 1300 Meter über dem Meeresspiegel. Das Gestein, in das der Fluss sich eingeschnitten hat, ist äolischer Sandstein des Unterjura (ca. 200 Millionen Jahre alt). Er repräsentiert die versteinerten Überreste von Dünen einer urzeitlichen Sandwüste. Die aus diesem Sandstein bestehende Schichtenfolge wird als Navajo-Sandstein bezeichnet.
Ein Aussichtspunkt auf dem Plateau ist von einem Parkplatz am U.S. Highway 89 aus über einen Fußweg von weniger als einem Kilometer Länge erreichbar. Der Zutritt war ursprünglich kostenlos. Seit April 2019 werden jedoch pro Pkw 10 Dollar Parkgebühr fällig. Parken direkt am Rand des Highways ist nicht gestattet. Die Einnahmen aus den Parkgebühren sollen die Ausgaben der Stadt Page für bereits durchgeführte und zukünftige Baumaßnahmen refinanzieren, die „der Sicherheit und dem Wohlergehen der Besucher“ dienen. So war der Aussichtspunkt lange Zeit trotz der steil abfallenden Felswände nicht durch eine Absperrung gesichert, und einige besonders unvorsichtige Besucher stürzten ab und kamen dabei zu Tode. Inzwischen wurde dort eine Aussichtsplattform mit Geländer errichtet und der Zugang barrierefrei  ausgebaut.